# Excerpts from Force Majeure
Excerpts from "Force Majeure" è un singolo pubblicato nel 1979 nella sola Germania dal gruppo tedesco di musica elettronica Tangerine Dream.
Il brano è un estratto dell'omonima suite, che è anche la title track dell'album che porta lo stesso nome.
Un remix del brano è stato utilizzato dal gruppo per comporre la colonna sonora del film Risky Business.

## Lista delle tracce
1. Excerpts from "Force Majeure" - 3:37

## Formazione
- Edgar Froese - tastiere e sintetizzatori
- Christopher Franke - tastiere, sintetizzatori, sequencer e batteria elettronica
- Klaus Krieger – batteria occasionale

## Fonte
- http://www.voices-in-the-net.de/excerpts_from_force_majeure.htm